# Ivana Pellegatti
Ivana Pellegatti (Ficarolo, 16 maggio 1948) è una politica italiana.

## Biografia
Sindacalista della CGIL, è stata responsabile della Camera del Lavoro di Rovigo. Venne eletta alla Camera dei deputati nelle file del PCI nel 1987. In seguito alla svolta della Bolognina, aderì al Partito Democratico della Sinistra. Alle elezioni politiche del 1992 viene eletta senatrice per il PDS; conclude il proprio mandato parlamentare nel 1994. 
Ha ricoperto anche il ruolo di considera comunale a Ficarolo fino al 1997.
Successivamente aderisce ai DS e poi al PD.